# ボーカル・ジャズ
ボーカル・ジャズ（Vocal jazz）またはジャズ・シンギング（jazz singing）は、声を使ったジャズへの楽器的なアプローチである。ア・カペラと同様に、伝統的な楽器に頼るのではなく、声のアレンジを利用して音楽を形成するさまざまなサウンドを作成する。
1つの形式であるボーカル・ジャズ・アンサンブルは、20世紀初頭にアメリカで登場した。

## 参照
- ヴォーカリーズ